# طروادة (رواية)
طروادة هي رواية للكبار من تأليف أديل جيراس، نُشرت عام 2000. وتستند إلى أحداث ذكرت في الإلياذة، وتتضمن قصصًا أصلية تدور أحداثها في قلب المدينة قرب نهاية حرب طروادة.  أدرجت الرواية في القائمة المختصرة لنيل ميدالية كارنيجي وجائزة ويتبريد وجائزة الغارديان.

## ملخص الحبكة
تبدأ القصة بعد عشر سنوات من حرب طروادة. زانثي وماربيسّا أختان تعيشان في طروادة، التي يحاصرها الإغريق. بعد أن تمكّن باريس من إبعاد هيلين عن زوجها في سبارتا وأسرها في منزله في طروادة، بدأ مينيلوس حربًا لاستعادتها. لقد قرر الآلهة بالفعل نتيجة الحرب. سئمت الإلهة أفروديت من الحرب، وهي التي بدأت كل شيء عندما وعدت باريس بحب أجمل امرأة في العالم. لذلك، تحول انتباهها إلى الأختين. عندما يوجه ابنها إيروس، إله الحب، سهم حبه، لا تستطيع أي من الأختين الهروب من قوته. كلاهما تقعان في حب ألاستور، وهو جندي وسيم ذو سلطة.
القصة مليئة بالمواجهات مع الآلهة اليونانيين، والتي لا يمكن أن تتذكرها إلا ماربيسا.

## أنظر أيضاً
- طروادة (فيلم)
- الإلياذة